# Juliette Verneuil
Pour les articles homonymes, voir Verneuil.
Juliette Verneuil (née Juliette Bellonie Marie Vaucheret à Paris 14e le 22 octobre 1893 et morte à Villefranche-sur-Mer le 13 juin 1984) est une actrice française.

## Filmographie
- 1922 : Les Roquevillard de Julien Duvivier
- 1935 : Golgotha de Julien Duvivier  - Marie
- 1940 : Les Musiciens du ciel de Georges Lacombe - La garde

## Théâtre
- 1925 : La Vierge au grand cœur de François Porché, mise en scène Simone Le Bargy, Théâtre de la Renaissance
- 1936 : Notre Déesse d'Albert du Bois, Théâtre de l'Odéon